# Sonja Gerhardt
 (février 2017).
Si vous disposez d'ouvrages ou d'articles de référence ou si vous connaissez des sites web de qualité traitant du thème abordé ici, merci de compléter l'article en donnant les références utiles à sa vérifiabilité et en les liant à la section « Notes et références ».
Sonja Gerhardt, née le 2 avril 1989 à Berlin-Ouest en Allemagne, est une actrice allemande.

## Biographie
À l'âge de 11 ans, elle débuta la danse au Friedrichstadt-Palast, puis elle commence à jouer des rôles au cinéma. 
Sonja Gerhardt vit à Berlin.

## Filmographie
Liste non-exhaustive.

### Au cinéma
- 2008 : Sommer
- 2010 : À la poursuite de la lance sacrée : Krimi Meiers
- 2011 : La Colère du volcan
- 2011 : Quelque part, mon fils : Sandy
- 2012 : À la poursuite de la chambre d'ambre : Krimi Meiers
- 2013 : Die wilden Hühner und das Leben
- 2018 : Fear Challenge

### À la télévision
- 2008 : In aller Freundschaft
- 2010 : Tatort
- 2010 : Polizeiruf 110
- 2010 : Le Journal de Meg
- 2012 : Schneeweißchen und Rosenrot (2012) (de) de Sebastian Grobler (de) : Schneeweißchen
- 2015 : Deutschland 83 : Annett
- 2016 : Berlin 56 : Monika "Nikki" "Monikid" Schöllack (6 épisodes)
- 2017 : Berlin 59 : Monika "Nikki" "Monikid" Schöllack (6 épisodes)
- 2017 : Honigfrauen : Maja
- 2018 : Deutschland 86 : Annett
- 2020 : Deutschland 89 : Annett
- 2021 : Berlin 63 : Monika "Nikki" "Monikid" Schöllack (6 épisodes)